# Susie Wokoma
Susan Indiaba Wokoma (Southwark, Londres, 31 de diciembre de 1987) es una actriz y escritora británica. Es conocida por sus papeles de Raquel en el programa E4 / Netflix Crazyhead y Cynthia. en Chewing Gum. Wokoma fue incluida como uno de los Forbes 30 Under 30 en 2017 y fue nombrada BAFTA por un jurado internacional.

## Carrera
Wokoma hizo su debut televisivo a los 14 años como participante en Serious Jungle de CBBC en 2002. También fue miembro de The National Youth Theatre, haciendo su debut como actriz profesional, en el BAFTA fue ganadora con de That Summer Day antes de ir a entrenar en RADA a los 19 años.
Desde que se graduó, sus apariciones en televisión fueron incluidas en el programa de televisión debut de Phoebe Waller-Bridge Crashing, así como en la adaptación cinematográfica de Half of a Yellow Sun y The Inbetweeners 2. Su trabajo teatral incluye producciones en el Royal Court, Bush Theatre, Almeida Theatre, Royal National Theatre, Donmar Warehouse y St. Ann's Warehouse en Nueva York. En 2017 hizo su debut en el teatro del West End junto a Martin Freeman y Tamsin Greig en el estreno de la comedia ganadora del premio Olivier Labour of Love por James Graham en el Teatro Noël Coward en Londres.
En 2017, Wokoma ganó el premio a la mejor interpretación en pantalla de la Royal Television Society por Crazyhead. En 2016 ganó el premio a Mejor Actriz de Reparto en los BBC Audio Drama Awards por su actuación en la adaptación radiofónica de Three Strong Women de Marie NDiaye.
Wokoma es la voz de la Princesa Talanji World of Warcraft: Battle for Azeroth, la séptima expansión del popular juego World of Warcraft.
Wokoma escribió, protagonizó y produjo de manera asociada el corto de comedia de Sky Love The Sinner, que también protagonizó a su amiga y compañera de RADA, Daisy May Cooper. Love The Sinner se proyectó en 2019 en el BFI London Film Festival y fue seleccionada para los British Independent Film Awards en la categoría de cortometraje británico.
Wokoma coescribió un episodio (junto a Shaun Pye) de la comedia de Romesh Ranganathan, The Reluctant Landlord (serie 2), también para Sky. Ella estaba en la sala de guionistas de la segunda serie de la serie original de Netflix, Sex Education.
En 2019 protagonizó la comedia de Channel 4 e IFC, Year of the Rabbit junto a Matt Berry y Freddie Fox.
En junio y julio de 2019 interpretó a Nick Bottom en A Midsummer Night's Dream en Regent's Park Open Air Theatre en Londres. "The Daily Telegraph" dijo sobre su actuación "Todos son estupendos y Susan Wokoma es pura felicidad, entregando uno de los fondos más entrañables y divertidos que jamás haya visto".
En octubre de 2020, Wokoma protagonizó la comedia de Amazon Studios Truth Seekers, que está coescrita, coprotagonizada y producida por Simon Pegg y Nick Frost a través de su productora Stolen Picture. Wokoma también se unió al elenco de la adaptación cinematográfica de Enola Holmes junto a Millie Bobby Brown, Henry Cavill y Helena Bonham Carter.

## Filmografía
| Año           | Título                                             | Papel                                      | Notas                                         |
| ------------- | -------------------------------------------------- | ------------------------------------------ | --------------------------------------------- |
| 2002          | Serious Jungle                                     |                                            | Miniserie de televisión, 6 episodios          |
| 2006          | That Summer Day                                    | Marie                                      | Película de televisión                        |
| 2011          | Holby City                                         | Elsa Eze                                   | Serie de televisión, 1 episodio               |
| 2011          | Doctors                                            | Jen Oldham                                 | Serie de televisión, 1 episodio               |
| 2011          | Hotel Trubble                                      | Daisy                                      | Serie de televisión, 5 episodios              |
| 2013          | Half of a Yellow Sun                               | Amala                                      | largometraje                                  |
| 2013          | Misfits                                            | Roz                                        | Serie de televisión, 1 episodio               |
| 2013          | Alpha: Omega                                       | Fighter                                    | cortometraje                                  |
| 2014          | The Inbetweeners 2                                 | Della                                      | largometraje                                  |
| 2015-2017     | Brain Freeze                                       | Ms Hucklebuck (voz)                        | Serie de televisión (animación), Series 2 y 3 |
| 2015          | Uncle                                              | Cash Pig Cashier                           | Serie de televisión, 1 episodio               |
| 2015          | Bluestone 42                                       | Jasmine                                    | Serie de televisión, 3 episodios              |
| 2015          | The Last Hours of Laura K                          | Jess Manning                               | Película de televisión                        |
| 2015          | Burn Burn Burn                                     | Megan                                      | largometraje                                  |
| 2015-2017     | Chewing Gum                                        | Cynthia                                    | Serie de televisión, 10 episodios             |
| 2016          | Crashing                                           | Jessica                                    | Serie de televisión, 3 episodios              |
| 2016          | Our Ex-Wife                                        | Allison                                    | Piloto de televisión                          |
| 2016          | Kid Gloves                                         | Lucy                                       | cortometraje                                  |
| 2016          | Crazyhead                                          | Raquel                                     | Serie de televisión, 6 episodios              |
| 2017          | Zapped                                             | Rina                                       | Serie de televisión, 1 episodio               |
| 2017-presente | Porters                                            | Frankie                                    | Serie de televisión, 9 episodios              |
| 2017          | LEGO Marvel Super Heroes 2                         | Shuri (voz)                                | Videojuego                                    |
| 2018          | The Ghost and The House of Truth                   | Bola                                       | largometraje                                  |
| 2018          | World of Warcraft: Battle for Azeroth              | Princess Talanji (voz)                     | Videojuego                                    |
| 2018          | Susan Wokoma's Sky Comedy Short: ‘Love The Sinner’ | Ann/Adult Joannah (escritora y productora) | cortometraje                                  |
| 2018          | The Reluctant Landlord                             | coguionista                                | Episodios 2, Serie 2                          |
| 2019          | Year of the Rabbit                                 | Mabel                                      | Serie 1, 6 episodios                          |
| 2019          | Dark Money                                         | Sabrina Stevens                            | Serie de televisión                           |
| 2020          | Enola Holmes                                       | Edith                                      |                                               |
| 2020          | Truth Seekers                                      | Helen                                      | Serie de televisión, 8 episodios              |
| 2022          | Enola Holmes 2                                     | Edith                                      |                                               |
| 2024          | El juego bonito                                    | Protasia                                   |                                               |